# Emil Braghinski
Emil (Emmanuel) Veniaminovici Braghinski (în rusă Эммануэль Вениаминович Брагинский; n. 19 noiembrie 1921, Moscova, Gubernia Moscova⁠(d), RSFS Rusă – d. 26 mai 1998, Moscova, Rusia) a fost un dramaturg, prozator și scenarist sovietic rus. A fost un artist emerit⁠(d) al RSFSR (1976) și beneficiar al Premiului de Stat al Uniunii Sovietice (1977).
A apărut ca actor în filmul TV Vorovka din 1995.

## Biografie

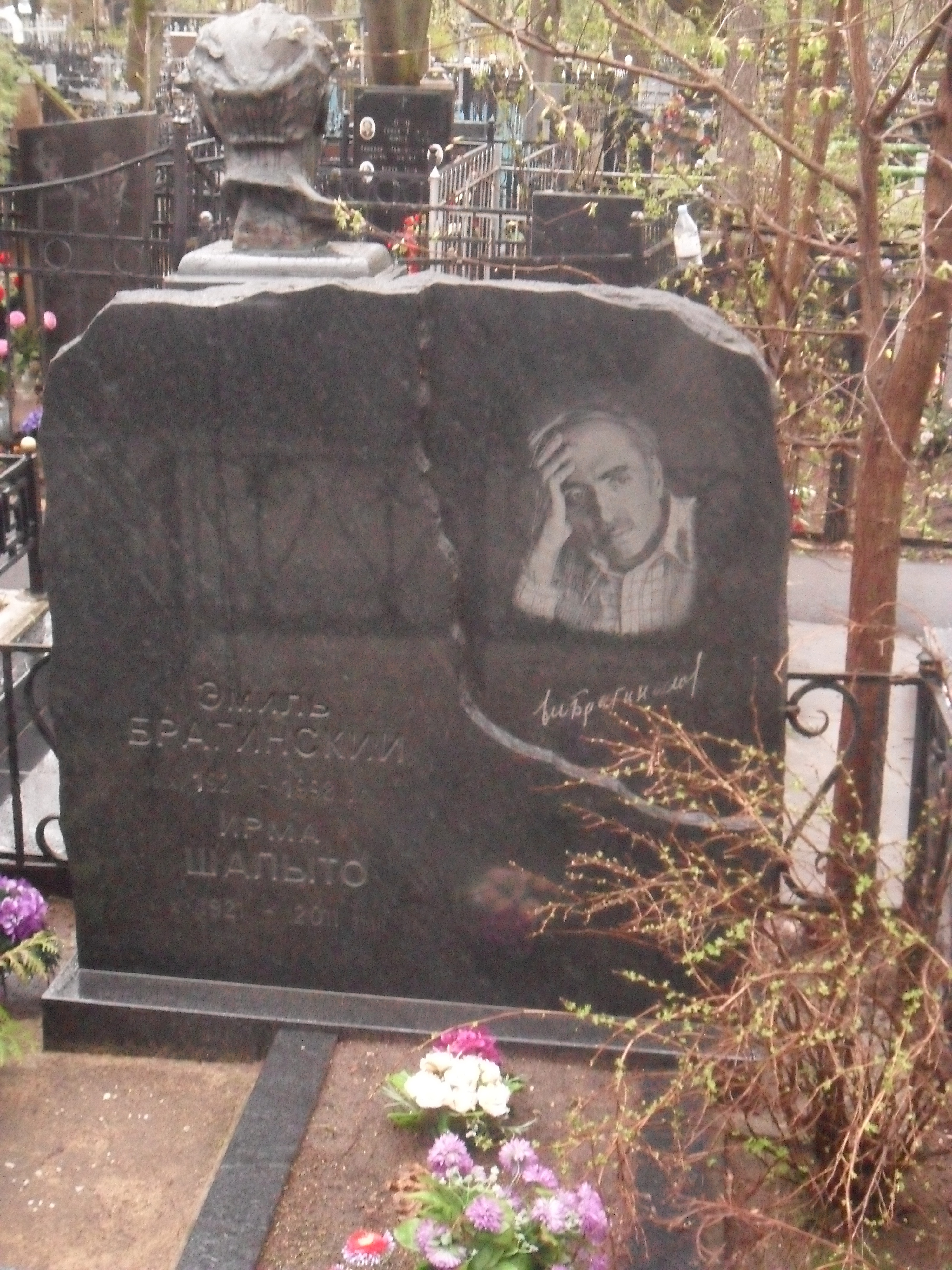
Mormântul lui Emil Braghinski din Cimitirul Vagankovo

Braghinski s-a născut la Moscova la 19 noiembrie 1921. Rămas fără mamă la o vârstă fragedă, în anii 1930 a trăit în familia surorii sale mai mari Anna (căsătorită cu Rosenfeld, 1908-1996).
În 1953 a absolvit Universitatea de Drept Kutafin din Moscova.
Ca scenarist, a debutat cu filmul de spionaj de aventuri din 1955, V kvadrate 45 (В квадрате 45).
Din 1963, Braghinski a colaborat cu Eldar Reazanov. Prima lor lucrare a fost filmul de comedie din 1966 Feriți-vă automobilul!.
Din anii 1970 a locuit la Moscova.
A decedat la 26 mai 1998 și a fost înmormântat la Moscova în cimitirul Vagankovo.

## Filmografie
- V kvadrate 45 (1956)
- Vasily Surikov (1959)
- Sovershenno seryozno (1961) (segmentul Istoriya s pirozhkami)
- Feriți-vă automobilul! (1966)
- Micul fugar⁠(d) (1966) (în japoneză 小さい逃亡者)
- When Rain And Wind Knock At The Window (1968)
- Zigzag udachi (1968)
- Stariki-razboyniki (1971)
- Uchitel peniya (1972)
- Chelovek s drugoy storony (1972)
- Incredibilele aventuri ale unor italieni în Rusia (1974)
- Shag navstrechu (1975)
- Ironia soartei (1975)
- Dragoste și... statistică (Romanță la birou, 1977)
- Pochti smeshnaya istoriya (1977)
- Suyeta suyet (1978)
- Garajul (1979)
- Gară pentru doi (1982)
- Nezhdanno-negadanno (1983)
- Poyezdki na starom avtomobile (1985)
- Khochu tebe skazat (1985)
- Melodie uitată pentru flaut (1987)
- Artistka iz Gribova (1988)
- Lyubov s privilegiyami (1989)
- A vot i ya (1993)
- Vorovka (1995)
- Moskovskiye kanikuly (1995)
- Igra voobrazheniya (1995)
- The Irony of Fate 2 (2007)

## Piese de teatru
- Sosluzhivtsy
- Pochti smeshnaya istoriya
- Amoral'naya istoriya
- Igra voobrazheniya
- Aventuriera[12]
- A fi sau a nu fi rudă (cu Eldar Reazanov)[13]